# O Yu-jin
Vittorie: 544 su 858 (63,4%)
83ª nella classifica sudcoreana
O Yu-jin (오유진 ?, 吳侑珍?, O Yu-JinLR, O Yu JinMR; [o̞ ju jin]; Seul, 11 giugno 1998) è una giocatrice di go sudcoreana.

## Carriera
Insieme alla sorella maggiore, impara il Go da suo padre ed entra nel Kyosokai Go Dojo in terza elementare. Raggiunge il 3º posto nel Campionato nazionale per bambini della Korea Life Cup 2010. Nel 2011 ha vinto il secondo posto nel torneo nazionale femminile amatoriale.
Diventa professionista il 30 luglio 2012.
Diventa 2 dan a marzo 2015. Perde la finale della sedicesima edizione del Myungin femminile contro Choi Jeong.
A febbraio 2016 perde la finale della diciassettesima (e ultima) edizione del Myungin femminile contro Choi Jeong. Diventa 3 dan a luglio. A ottobre partecipa con la squadra sudcoreana alla terza edizione della Coppa Okage internazionale, in cui si piazza al secondo posto. Diventa 4 dan a novembre 2016 per aver vinto la settima edizione della Bingsheng Cup contro la cinese Wang Chenxing. Diventa 5 dan a dicembre 2016 per aver vinto la ventunesima edizione del Guksu femminile. Nel 2016, si è classificata al 10º posto nella classifica dei giocatori professionisti coreani per premi in denaro (145 milioni di won); dopo Choi, è la seconda giocatrice di go nel paese a guadagnare più di 100 milioni di premi in denaro.
Nel 2017 perde la finale del Kisung femminile contro Kim Da-yeong.
Diventa 6 dan a maggio 2018.
Diventa 7 dan ad agosto 2019. Perde la finale del Guksu femminile contro Choi Jeong.
Nel 2019 vince sia il Kisung femminile sia il Guksu femminile, in entrambi i casi sconfiggendo Choi Jeong. Viene promossa 8 dan a settembre e 9 dan a novembre, diventando la quinta donna sudcoreana a raggiungere il massimo grado.
Nel 2022 vince la quinta edizione del torneo internazionale femminile Wu Qingyuan Cup, sconfiggendo per 2-0 in finale la cinese Wang Chenxing, già sconfitta nella Bingsheng del 2016. Perde la finale della prima edizione del Supreme Player femminile, sconfitta per 1-3 da Choi Jeong.
È stata selezionata come membro della squadra sudcoreana di go ai XIX Giochi asiatici del 2023, dove ha partecipato alla competizione femminile a squadre con Kim Eun-ji, Choi Jeong e Kim Chae-yeong. Nel girone eliminatorio ha contribuito al primo posto della squadra sudcoreana con tre vittorie su tre incontri disputati, incluse le vittorie sulla cinese Yu Zhiying e la giapponese Ueno Risa. In semifinale ha incontrato la professionista di Hong Kong Liu Yuxin, che aveva già sconfitto nel girone, e con la sua vittoria ha contribuito al passaggio del turno per la Corea del Sud. Nella finale per l'oro, O ha ottenuto l'unica vittoria della squadra sudcoreana, contro la cinese Yu Zhiying: la Cina ha vinto per 2-1 e la Corea del Sud ha ottenuto la medaglia d'argento.
Nell'agosto 2024 ha perso per 1-2 la finale della quarta edizione della IBK Cup.

## Palmarès
| Nazionali                | Nazionali      | Nazionali      |
| Torneo                   | Vittorie       | Finalista      |
| ------------------------ | -------------- | -------------- |
| Guksu femminile          | 2 (2016, 2021) | 1 (2019)       |
| Kisung femminile         | 1 (2021)       | 1 (2017)       |
| Myungin femminile        |                | 2 (2015, 2016) |
| Supreme Player femminile |                | 1 (2022)       |
| IBK Cup                  |                | 1 (2024)       |
| Totale                   | 3              | 6              |
| Internazionali           |                |                |
| Bingsheng Cup            | 1 (2016)       | 1 (2018)       |
| Wu Qingyuan Cup          | 1 (2022)       |                |
| Totale                   | 2              | 1              |
| Totale in carriera       |                |                |
| Totale                   | 5              | 7              |